# Спадщина (Halo)
Спадщина (Inheritance) — сьомий епізод першого сезону американського воєнного науково-фантастичного серіалу «Halo». Епізод написала Джессіка Лоурі, сценарист — Стівен Кейн. Перший показ відбувся 5 травня 2022 року.

## Зміст
Кван полишає Сорена-066 у пустелі та їде на добутому ним авто в пошуках підтримки. Сорен бере участь у космічному піратстві проти ККОН (Космічне Командування Об'єднаних Націй). Лаера вказує, що Кван насправді живd: Віншер потроїв нагороду за її голову. Кван схоплює община містиків, які колись навчали її батька. Привид батька пояснює, що він, як і вона, є Захисником, якому доручено стежити за Портальними дверима. Коли предки Кван оселилися на Мадригалі, ШІ Попередників доручив їм захистити портал. Містики дають дівчині зілля, що спричиняє видіння, в якому Кван безуспішно намагається здолати Джона-117. Тоді Кван розуміє — її призначення в тому, аби бути поряд з Джоном і допомагати в його місії.
Кван дістається до рідного аванпосту, де на неї вже чекає Сорен-066. Вони змушено миряться, адже аванпост оточує Віншер зі своїм загоном в 30 осіб. Кван зміцнює охорону території навколо Небесної труби, яка постачає дейтерій на склад палива в космосі. Кван наполягає на відсічі і підриває паливо, вбиваючи і травмуючи ворогів — за допомогою рушниці, яку Джон упустив під час бою з атакуючими силами Ковенанту. Сорен-066 повертає свій зореліт і покидає Мадригал, а Кван лишається зібрати послідовників свого батька.

## Сприйняття та відгуки
Станом на квітень 2025 року на сайті «IMDb» серія отримала 4.8 бала підтримки з можливих 10 при 7343 голосах користувачів.
У огляді «Den of Geek» Меган Кроуз проставлено 2 зірки із 5 та в огляді зазначено: «Історія Кван та Сорена виглядає цілком окремою від історії Чіфа — навіть з його появою у видінні. Можливо, саме існування Сорена та Кван на маргінесі є ознакою того, що гіпервійськова структура насправді не допомагає простим людям. Але це часткова правда.»
Оглядач «IGN» Джессі Шеден писав: «Все має свою ціну. І для „Halo“, здається, ціною перегляду найкращого епізоду шоу на сьогоднішній день є, щоб негайно слідував найгірший. „Спадщина“ робить помилку, повністю зосереджуючись на найслабшій сюжетній лінії. Гірше того, серіал все ще не розкриває, чому цей сюжет має значення.»
Оглядач «GamesRadar+» Бредлі Рассел зазначав: «Після максимумів попереднього епізоду „Спадщина“ дещо занепадає. Рішення відійти від подій навколо Чіфа призводить до повільної, звивистої години, яка лише служить буфером, перш ніж „Halo“ досягне головної лінії.»

## Знімались
| Актор                  | Роль                 |
| ---------------------- | -------------------- |
| Пабло Шрайбер          | Чіф                  |
| Шабана Азмі            | адміралка Парангоскі |
| Наташа Кулзак          | Різ-028              |
| Олів Грей              | Міранда Кейс         |
| Єрін Ха                | Кван                 |
| Бентлі Калу            | Ваннак-134           |
| Кейт Кеннеді           | Кей-125              |
| Чарлі Мерфі            | Макі; Благословенна  |
| Денні Сапані           | Джейкоб Кейєс        |
| Джен Тейлор            | Кортана              |
| Бокім Вудбайн          | Сорен-066            |
| Наташа Мак-Елгон       | Кетрін Голзі         |
| Берн Ґорман            | Віншер Грат          |
| Фіона О'Шонессі        | Лаера                |
| Йоганн Маєрс           | Рет                  |
| Конг Чон-хван          | Їн-га                |
| Феліпе Габріел Маріано | Малхун               |
| Ніла Аалія             | Агата                |